# Bengt Rundgren
Bengt Erik Rundgren, född den 21 april 1931 i Karlskrona, död den 27 september 2008, Vallentuna, var en svensk operasångare (bas).
Rundgren inledde relativt sent sin sångarkarriär. Först vid 29 års ålder blev han antagen som elev vid Kungliga Musikhögskolan och hade då ingen tidigare musikutbildning (han hade dittills arbetat bland annat som smed). Efter avslutad utbildning blev han 1962 engagerad vid Kungliga Teatern (numera Kungliga Operan) i Stockholm, där han stannade till 1969. Samma år blev han fast engagerad vid Deutsche Oper i Berlin. Under hela sin karriär gästspelade han regelbundet på olika operahus på kontinenten, bland annat i Wien, Hamburg och Zürich, liksom vid festspelen i Savonlinna och Drottningsholms Slottsteater. Hans imponerande stämma kunde höras i de flesta stora basroller, bland annat i Wagners Nibelungens ring, men han framträdde även som Mozart-sångare (exempelvis Kommendören i Don Giovanni). Han utnämndes till hovsångare 1983 och var även tysk Kammersänger.
Bengt Rundgren är begravd på Leksands kyrkogård.

## Diskografi (urval)
- Strauss, Richard, Salome. Dir. Giuseppe Sinopoli. DG.
- Verdi, Don Carlos. Med Peter Mattei, Martti Wallén, Jaakko Ryhänen m. fl. Choir and Orchestra of the Swedish Royal Opera, dir. Alberto Hold-Garrido. Naxos.
- Blomdahl, Karl-Birger, Chamber music. In the hall of mirrors. Caprice.
- Mozart, Serenade and Divertime. National Chamber Players. Dir. Lowell Graham, Michel Plasson. Med Walter Berry. Klavier Records.
- Strauss, Brahms, Reger. National Chamber Players. Dir. Lowell Graham. Med Walter Berry. Klavier Records.
- Wagner, Parsifal. Bayreuther Festspiele. Live. Dir. Pierre Boulez. DG.
- Hagen i Wagners Ragnarök, Med Helge Brilioth, Rita Hunter. Metropolitan Opera. Dir. Rafael Kubelik. House of Opera CD88877.[2]
- Drottningholm Court Theatre (1922-1992). Bengt Rundgren: Die Entfuhrung aus dem Serail (Abduction from the Seraglio), K. 384, Act III: Ha, wie will ich triumfieren. Caprice CAP 21512.
- Verdi, Rigoletto. (Oper in 3 Akten, italienisch). 3 LP Box-Set. Acanta.
- Verdi, Don Giovanni. The Chorus and Baroque Orchestra of the Drottningholm Court Theatre. Virgin Classics. VHS.
- Verdi, Aida. Med Birgit Nilsson, Kolbjörn Höiseth, Rolf Jupither, Arne Tyrén. Kungliga Operan 7 maj 1966. Hovkapellet. Dir. Ino Savini. Opera Depot OD10315-2[3]

## Teater

### Roller
- 1961 – Bill Sikes i Oliver! av Lionel Bart, regi Sven Aage Larsen, Oscarsteatern[4]